# Slievemore
Slievemore (iriska: An Sliabh Mór) är ett berg i republiken Irland.   Det ligger i grevskapet Maigh Eo och provinsen Connacht, i den nordvästra delen av landet, 260 km väster om huvudstaden Dublin. Toppen på Slievemore är 671 meter över havet, eller 585 meter över den omgivande terrängen. Bredden vid basen är 4,2 km.
Terrängen runt Slievemore är platt norrut, men söderut är den kuperad. Havet är nära Slievemore åt nordväst. Närmaste större samhälle är Dooagh, 5,9 km sydväst om Slievemore. Trakten runt Slievemore består i huvudsak av gräsmarker.